# Госавианадзор СССР
Государственная комиссия по надзору за безопасностью полётов воздушных судов при Совете министров СССР — уполномоченный орган правительства СССР в области надзора за обеспечением безопасности полётов воздушных судов (ВС) гражданской авиации.

## История
До сентября 1986 года существовал Госавианадзор при Министерстве гражданской авиации СССР. Его возглавлял министр гражданской авиации СССР. Ведомственный характер данного органа потребовал изменения статуса Госавианадзора и его прямого подчинения Правительству СССР.
Важным органом в составе Госавианадзора СССР был Государственный авиационный регистр СССР (Госавиарегистр СССР), который был создан 16 февраля 1973 года для организации и осуществления деятельности в области обязательной сертификации гражданской авиационной техники. После распада СССР в 1991 году был создан Межгосударственный авиационный комитет (МАК), которому были переданы и функции Госавиарегистра СССР с переводом специалистов Госавиарегистра ССР в состав МАК с образованием в нём «Комиссии по сертификации и авиационным правилам» (она также именовалась Авиационный регистр МАК).

## Деятельность
Госавианадзор СССР контролировал соблюдение правил производства полётов и руководства воздушным движением, правил производства, эксплуатации и ремонта гражданских ВС, правил подготовки авиационного персонала, а также организовывал проведение сертификации в гражданской авиации СССР с выпуском и контролем соблюдения норм лётной годности гражданских ВС и правил их сертификации, норм годности к эксплуатации гражданских аэродромов, их оборудования и правил сертификации гражданских аэродромов.
По результатам проверки соответствия нормам летной годности Госавианадзор выдавал сертификаты на тип и конкретные экземпляры гражданских ВС.
Госавианадзор также проводил расследования авиационных происшествий на территории СССР и с ВС советского производства за рубежом. При комиссии была организована научно-исследовательская лаборатория методов и средств расследования авиационных происшествий, проводившая расшифровку данных бортовых самописцев и анализ состояния безопасности полётов ВС.